# Терек (Нарынская область)
Терек (кирг. Терек) — село в Ак-Талинском районе Нарынской области Кыргызстана. Административный центр Терекского аильного округа. Код СОАТЕ — 41704 210 811 01 0.

## География
Село расположено на юго-западе центральной части области, на левом берегу реки Терек (приток реки Нарын), на расстоянии приблизительно 3 километров (по прямой) к юго-востоку от села Баетово, административного центра района. Абсолютная высота — 2068 метров над уровнем моря.

## Население
| год     | 2009 | 2014 | 2015 |
| ------- | ---- | ---- | ---- |
| человек | 1163 | 1302 | 1324 |

## Известные уроженцы
- Мусулманкулов, Молдобасан (1883—1961) — советский и киргизский акын-импровизатор, музыкант, манасчи, один из первых народных артистов Киргизской ССР (1935).